# 龙汉璿
龙汉璿，北宋南宁州领主，黔州（今贵州省贵阳市）夷人，西南大姓豪富龙氏之后裔。
雍熙二年（985年），自称权南宁州事兼蕃落使，派遣牂牁诸州酋长赵文桥率百余族人到东京开封府向宋朝献方物、名马，并献上后蜀孟氏所给印符。宋太宗任命他为归德将军、南宁州刺史。赵文桥等人都被任命为怀化司戈。端拱二年（989年），又致书五溪都统向通汉，相约入贡宋朝。淳化元年（990年），派遣其弟龙汉兴朝见宋太宗。次年，龙汉兴及都统龍漢𤩊、刺史龙光显等各贡马、朱砂。